# Aksiom rasprostranjenosti
Aksiom rasprostranjenosti odnosno aksiom ekstenzionalnosti je aksiom iz teorije skupova. Uz načelo komprehenzije i aksiom izbora njime se mogu izvesti svi poučci koje je Georg Cantor dobio u naivnoj teoriji skupova. Iskazuje kriterij jednakosti skupova. Po tom su aksiomu dva skupa jednaka ako imaju iste elemente. Jedan je od aksioma Zermelo–Fraenkelove teorije i njime se dokazuju skupovni identiteti.  
Ako su x i y skupovi takvi da je x ⊆ y i y ⊆ x tada je x=y.
Formalnim jezikom glasi 
{\displaystyle \forall x\,\forall y\,(\forall z\,(z\in x\iff z\in y)\Rightarrow x=y)}